# Canon EOS-1Ds Mark III
Canon EOS-1Ds Mark III — профессиональный цифровой зеркальный фотоаппарат серии Canon EOS. Анонсирован в августе 2007 года и в момент выпуска имел матрицу с самым большим в своём классе (35-мм DSLR) разрешением — 21,1 мегапиксель.
18 октября 2011 года компания объявила о прекращении выпуска EOS-1Ds Mark III и представила преемника — Canon EOS-1D X, который объединил репортёрскую и студийную линейки цифровых «единиц».

## Описание
КМОП-матрица размером 36×24 мм с шагом пикселя 6,4 микрона обеспечивает разрешение 21,1 мегапикселей, формируя файлы с максимальным размером 5616×3744 точек. (Из полнокадровой серии камер 1Ds/1D X(1D C) эта камера до сих пор имеет самое высокое разрешение). При этом вместо 12-битного кодирования предыдущей модели использовано 14-битное, обеспечивая рекордную в своём классе глубину цвета. Высокое качество изображения позволило фотоаппарату составить конкуренцию среднеформатным цифровым задникам, рассчитанным преимущественно на съёмку в студии.
Для обработки изображения используются два процессора Digic III. Камера позволяет вести съёмку с частотой до 5 кадров в секунду сериями до 56 кадров формата JPEG. Модернизирован 45-точечный модуль автофокуса, унаследованный линейкой ещё от плёночного прототипа Canon EOS-1V. Теперь, кроме центральной точки, крестообразные датчики используются ещё в 18-ти точках фокуса, а остальные 26 остались вспомогательными.
Фокальный затвор с вертикальным ходом металлических ламелей рассчитан на ресурс в 300 000 циклов до первой поломки.
Поддерживается сохранение снимков в форматах JPEG и RAW, и впервые — sRAW пониженного разрешения. В этом формате для записи одного пикселя используются четыре ячейки матрицы.
По сравнению с предыдущей моделью в фотоаппарате появились режим Live View и встроенный механизм очистки матрицы.
Запись видео данным фотоаппаратом не поддерживается.

## Дефекты модели
Компания Canon опубликовала сервисное сообщение, адресованное владельцам камер Canon EOS-1D Mark III и 1DS Mark III. Оригинал сообщения находится на российском сайте Canon.
После выхода на рынок цифровой зеркальной камеры EOS-1D Mark III, специалисты компании Canon выявили проблемы с регулировкой зеркала для автофокусировки на некоторых из этих камер. Проблема регулировки приводила к нестабильной фокусировке или к сбоям следящей фокусировки при покадровой съемке, в особенности в условиях высоких температур.
Клиентам, которым принадлежат камеры с подобными дефектами, планировалось предложить бесплатный ремонт аппаратуры.
Также модель отметилась сбойной прошивкой, из-за которой обновление в некоторых случаях приводило к полной неработоспособности.
На данный момент модель снята с обслуживания, отсутствуют запчасти в авторизации, в силу малой распространённости невозможно найти какие-либо запчасти на б/у рынке, поэтому есть смысл смотреть более новые модели, в том числе из серии Canon 5D.